# ブラバム・BT48
ブラバム・BT48 (Brabham BT48) は、ブラバムが1979年のF1世界選手権に投入したフォーミュラ1カー。設計者はゴードン・マレー。

## 概要

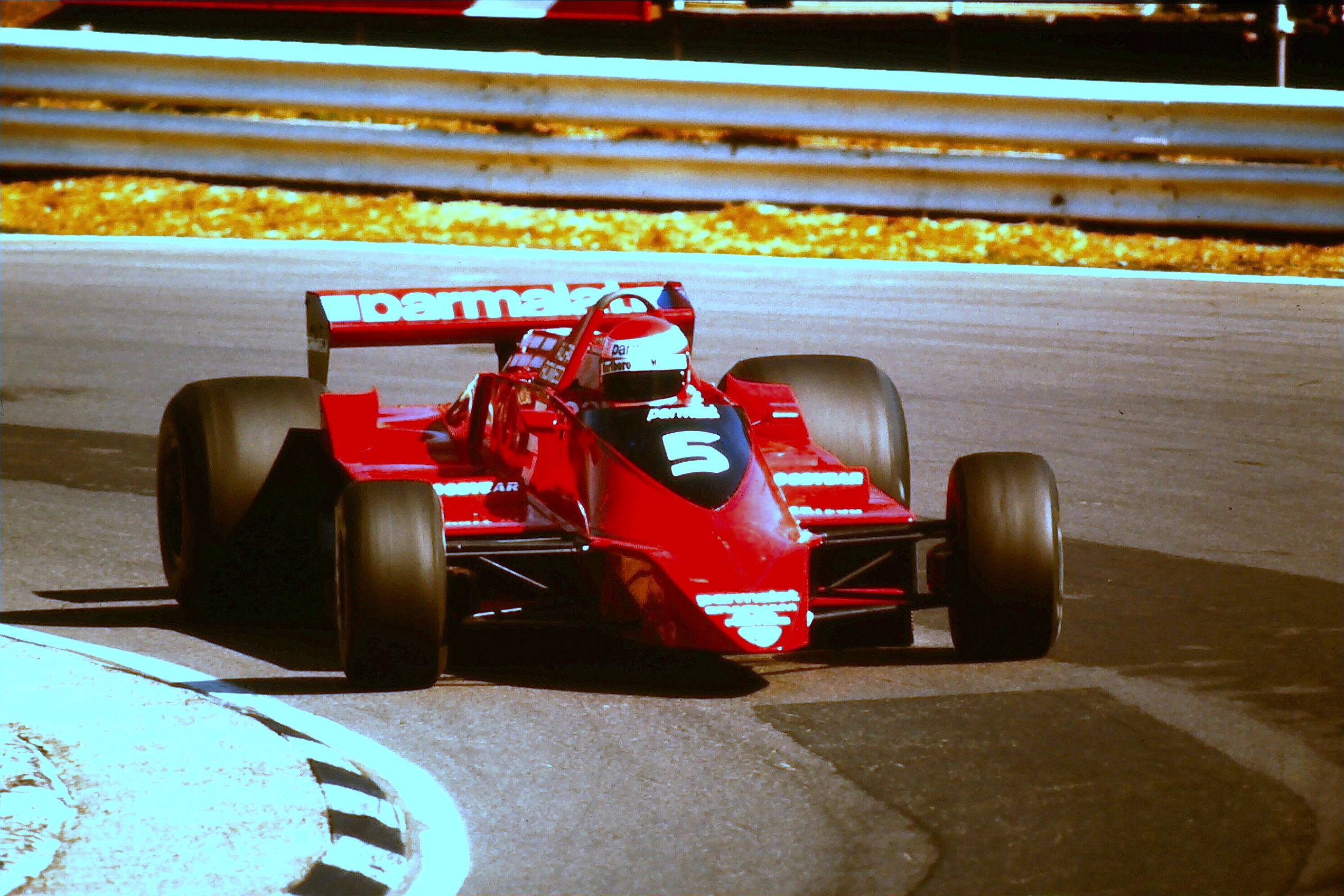
ニキ・ラウダが搭乗したBT48

BT48は、ブラバム初のグラウンド・エフェクト・カー。ドライバーはニキ・ラウダとネルソン・ピケ。
ベンチュリ構造を実現するために、アルファロメオは前年まで使用した水平対向12気筒エンジンから、新開発のV型12気筒エンジンに変更した。予選では速さを見せたが、2人のドライバー合わせて6回の完走しかできず信頼性の低さが目立った。イモラで開催された、ノンタイトルレースでは、ニキ・ラウダが優勝している。

## スペック

### シャーシ
- シャーシ名 BT48
- シャーシ構造 アルミニウム製モノコック
- サスペンション プルロッド式ダブルウィッシュボーン
- ホイールベース 2,743mm
- 前トレッド 1,702mm
- 後トレッド 1,626mm
- タイヤ グッドイヤー
- ギヤボックス ヒューランド

### エンジン
- エンジン アルファ・ロメオ 1260
- 気筒数・角度 V型12気筒・60度
- 排気量 2,991cc

## 記録
- ドライバーズランキング14位：ニキ・ラウダ（予選最高位4位 決勝最高位4位）
- ドライバーズランキング16位：ネルソン・ピケ（予選最高位3位 決勝最高位4位）

| 年   | No. | ドライバー     | 1   | 2   | 3   | 4   | 5   | 6   | 7   | 8   | 9   | 10  | 11  | 12  | 13  | 14  | 15  | ポイント | ランキング |
| 年   | No. | ドライバー     | ARG | BRA | RSA | USW | ESP | BEL | MON | FRA | GBR | GER | AUT | NED | ITA | CAN | USE | ポイント | ランキング |
| ---- | --- | -------------- | --- | --- | --- | --- | --- | --- | --- | --- | --- | --- | --- | --- | --- | --- | --- | -------- | ---------- |
| 1979 | 5   | ニキ・ラウダ   | Ret | Ret | 6   | Ret | Ret | Ret | Ret | Ret | Ret | Ret | Ret | Ret | 4   |     |     | 7        | 8位        |
| 1979 | 6   | ネルソン・ピケ |     | Ret | 7   | 8   | Ret | Ret | Ret | Ret | Ret | 12  | Ret | 4   | Ret |     |     | 7        | 8位        |

- 第1戦はピケのみBT46を使用。14戦以降はBT49を使用。